# Constituição do Azerbaijão
A Constituição do Azerbaijão, formalmente conhecido como a Constituição da República do Azerbaijão (em azeri: Azərbaycan Respublikasının Konstitusiyası), foi aprovada e adotada por um referendo nacional em 12 de novembro de 1995, que estabeleceu ao Azerbaijão como uma república unitária, laica, democrática, soberana e independente. Baku é definida como a capital nacional, o poder é delegado aos cidadãos, que exercem-no através de eleições diretas para representantes do governo. Decisões relacionadas a mudanças do status constitucional ou a alterações fronteiriças são temas que necessitam de ser encaminhados para aprovação por referendo popular. Em 24 de agosto de 2002, uma consulta popular a nível nacional foi realizada e aprovada, com isso a Constituição será devidamente emendada. Há 158 artigos na atual Carta Magna do Azerbaijão.